# Kalinowa
Kalinowa [pronunciación en polaco: /kaliˈnɔva/] es un pueblo en el distrito administrativo de Gmina Błaszki, dentro del condado de Sieradz, voivodato de Łódź, en el centro de Polonia. Se encuentra aproximadamente 6 kilómetros al noreste de Błaszki, 21 kilómetros al noroeste de Sieradz, y 69 kilómetros al oeste de la capital regional, Łódź. 

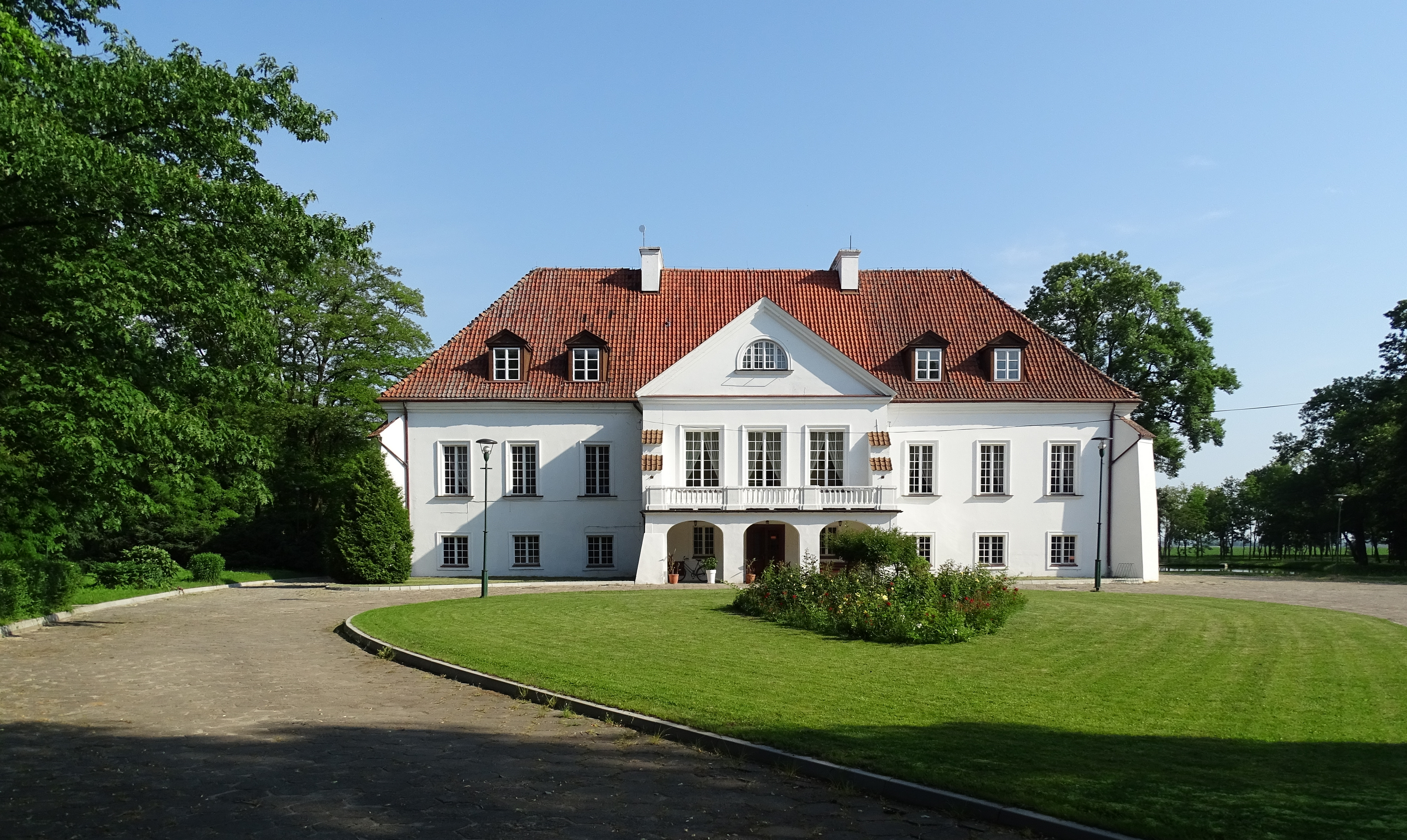
La casa señorial de la primera mitad del siglo XIX.